# FREE Australia Party
FREE Australia Party (the Freedom Rights Environment Educate Australia Party) var cirka 2021-2014 ett mindre politiskt parti i södra Australien som grundades av bikers. Partiet opponerade sig mot de motorcykellagar som politikern Mike Rann drivit igenom. Partiet drev också frågor om civila rättigheter. Partiet deltog i riksdagsvalet 2010.

## Externa webbsidor
- Free Australia Party homepage